# Otto II van Brunswijk-Göttingen
Otto II van Brunswijk-Göttingen bijgenaamd de Eenogige (circa 1380 - 6 februari 1463) was van 1394 tot aan zijn dood hertog van Brunswijk-Göttingen. Hij behoorde tot het huis Welfen.

## Levensloop
Otto II was de zoon van hertog Otto I van Brunswijk-Göttingen en diens echtgenote Margaretha, dochter van landgraaf Willem van Gullik-Berg. Na het overlijden van zijn vader in 1394 werd Otto II hertog van Brunswijk-Göttingen. Zijn vader liet hem een financieel en politiek geruïneerd hertogdom achter. Tijdens zijn bewind slaagde Otto II erin om de politieke orde te herstellen, maar hij was niet in staat om de financiële problemen op te lossen.
Om de politieke orde te herstellen sloot Otto II in tegenstelling tot zijn vader allianties met de steden tegen de machtige roofridders. Zo slaagde hij er in 1407 in om samen met de stad Göttingen het kasteel van Jühnde te veroveren, waarna Otto belangrijke roofridders zoals de heren van Adelebsen, Hardenberg en Schwicheldt dwong om de vrede te respecteren.
Door zijn financiële problemen moest hij regelmatig geld lenen bij de andere hertogen van Brunswijk en in ruil moest hij hen al in 1395 de erfopvolging van het hertogdom Brunswijk-Göttingen garanderen. In 1435 trok Otto II zich terug uit de regeringszaken van zijn hertogdom en liet hij de macht volledig over aan de Staten.
De hertogen van Brunswijk-Wolfenbüttel, Willem I en zijn broer Hendrik de Vredelievende, beslisten in 1432 om hun gezamenlijke domeinen te verdelen door hun stijgende aantal conflicten. Ook verdeelden ze de kastelen die Otto aan hen had moeten verkopen door zijn hoge schulden. Nadat er een conflict ontstond tussen Hendrik en Willem om het bezit van het hertogdom Brunswijk-Göttingen, keerde Otto terug uit zijn pensioen en koos hij de zijde van Hendrik ten koste van Willem. In 1442 werd het conflict opgelost en moest Otto een deel van zijn hertogdom aan Hendrik afstaan. Willem kreeg dan weer de garantie dat hij de regeringszaken van Brunswijk-Göttingen tot aan Otto's dood op zich mocht nemen. Toen Otto II in 1463 stierf, erfde Willem het hertogdom Brunswijk-Göttingen.
Rond het jaar 1408 huwde Otto II met Agnes (overleden in 1471), dochter van landgraaf Herman II van Hessen. Oorspronkelijk was hij verloofd met haar oudere zus Elisabeth, maar die was nog voor het huwelijk overleden. Otto en Agnes hadden twee dochters: Elisabeth, die jong stierf, en Margaretha, die in 1425 huwde met hertog Hendrik van Sleeswijk.
Omdat Otto II geen mannelijke nakomelingen had, stierf met zijn dood in 1463 de Brunswijk-Göttingen-linie van het huis Welfen uit.